# Kniahýnyne (Demýdivka)
Kniahýnyne (ucraniano: Княги́нине) es un pueblo de Ucrania, constituido administrativamente como una pedanía del asentamiento de tipo urbano de Demýdivka, en el raión de Dubno de la óblast de Rivne.
En 2001, el pueblo tenía una población de 511 habitantes.
Se ubica unos 5 km al norte de la capital municipal Demýdivka, sobre la carretera T1813.

## Historia
Antes de la formación del actual municipio de Demýdivka en 2016, el pueblo era sede de un consejo rural en el raión de Demýdivka. El consejo rural incluía como pedanías a Vyshneve, Ojmátkiv y Perekali.